# Saint-Thibaud-de-Couz
Saint-Thibaud-de-Couz är en kommun i departementet Savoie i regionen Auvergne-Rhône-Alpes i sydöstra Frankrike. Kommunen ligger i kantonen Les Échelles som tillhör arrondissementet Chambéry. År 2022 hade Saint-Thibaud-de-Couz 1 097 invånare.

## Befolkningsutveckling
Antalet invånare i kommunen Saint-Thibaud-de-Couz
| Referens: INSEE |